# Дигітоксин
Дигітоксин (лат. Digitoxinum, англ. Digitoxin; кардитоксин, дигіфтон, кардигін) — природна хімічна сполука, яку отримують із листя наперстянки пурпурової (лат. Digitalis purpurea L.), також можливо синтетичне виготовлення. У меншій кількості дигітоксин міститься у листях наперстянки шерстистої (лат. Digitalis lanata Ehrh.). Дигітоксин належить до групи серцевих глікозидів, та застосовується переважно перорально, може застосовуватись також ректально, та місцево у вигляді очних крапель. Для отримання дигітоксину та інших серцевих глікозидів наперстянка пурпурова культивується в Україні та Північному Кавказі. Натепер дигітоксин застосовується рідше, поступившись місцем дигоксину внаслідок більшої ефективності в лікуванні та більшої контрольованості у застосуванні останнього.

## Історія
Перші спроби застосування наперстянки для лікування серцевої недостатності датуються 1775 роком, і вперше застосував відвар листя наперстянки для лікування хвороб серця англійський лікар Вільям Візерінг. Проте він був настільки не впевнений у своєму відкритті, що лікував наперстянкою виключно бідняків, тому що боявся отруїти багатих пацієнтів Лише після виділення першого активного компоненту наперстянки — дигіталіну — у 1824 році, препарати наперстянки розпочали широко застосовуватися у медицині. Уперше чистий дигітоксин отримав у 1875 році Освальд Шмідеберг. Перший повний опис фармакологічних властивостей дигітоксину зробив французький хімік Клод Адольф Натівель, перший структурний аналіз виконав Адольф Отто Рейнгольд Віндаус у 1925 році, а повний структурний аналіз, включно з аналізом вуглеводих залишків, виконано лише у 1962 році.

## Фармакологічні властивості

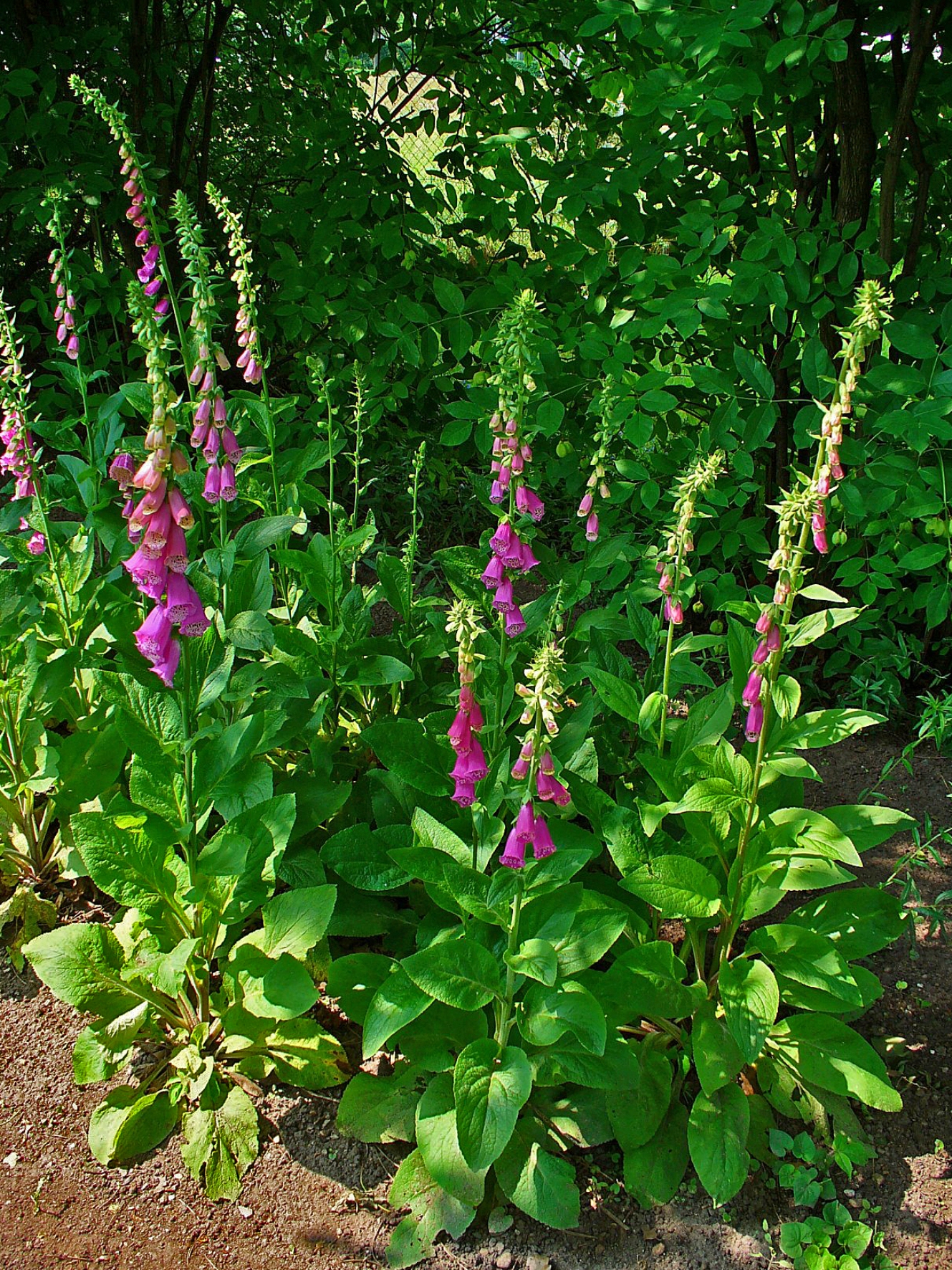
Наперстянка пурпурова — основне джерело отримання дигітоксину

Дигітоксин — природний препарат, що по хімічному складу є серцевим глікозидом, похідним циклопентанпергідрофенантрену, підгрупи карденолідів. До складу молекули дигітоксину входять аглікон стероїдної будови дигітоксигенін та 3 молекули дигітоксози. Механізм дії препарату, як і інших серцевих глікозидів, полягає у блокаді ферменту Na±К±АТФ-ази кардіоміоцитів, що призводить до збільшення концентрації натрію в клітинах міокарду та, внаслідок цього, відкриття кальцієвих каналів та збільшення надходження кальцію до кардіоміоцитів. Збільшення концентрації кальцію призводить до інгібування тропонінового комплексу, який у свою чергу пригнічує взаємодію актину та міозину, та внаслідок цього — до збільшення сили скорочення міокарду. Дигітоксин збільшує як силу, так і швидкість скорочення міокарду (позитивний інотропний ефект), призводить до збільшення ударного та хвилинного об'єму крові, зниження кінцевого систолічного та діастолічного об'єму серця і, внаслідок цього — до зниження потреби міокарду в кисні; підвищує рефрактерність AV-вузла, що призводить до сповільнення провідності міокарду (негативний дромотропний ефект); зменшує частоту скорочень серця (негативний хронотропний ефект). Подібно до дигоксину та інших глікозидів наперстянки, дигітоксин чинить більш виражений вплив на діастолу, ніж на систолу. У хворих із серцевою недостатністю дигітоксин знижує венозний тиск, збільшує виділення сечі, сприяє зменшенню периферичних набряків та задишки. При миготливій аритмії препарат сприяє зменшенню частоти серцевих скорочень, подовженню діастоли та покращенню внутрішньосерцевої та системної гемодинаміки. Дигітоксин є найбільш повільно та тривало діючим серцевим глікозидом (після закінчення перорального прийому тривалість дії препарату може становити 14—21 діб). Дигітоксин має виражену здатність до кумуляції, що частіше, ніж при застосуванні інших серцевих глікозидів, призводить до передозування та побічних ефектів. При застосуванні високих доз препарату може спостерігатися звуження коронарних артерій. Дигітоксин добре всмоктується також при ректальному застосуванні. Дигітоксин також може застосовуватися місцево у вигляді очних крапель для підвищення тонусу циліарного м'яза та покращення його скоротливої функції. Механізм дії препарату при застосуванні в офтальмології пов'язується із пригніченням Na±К±АТФ-ази клітин циліарного тіла. При застосуванні у високих дозах дигітоксин також знижує внутрішньоочний тиск. Проводяться дослідження по можливості застосування дигітоксину в лікуванні злоякісних пухлин.

### Фармакокінетика
Дигітоксин добре і повністю всмоктується при пероральному застосуванні, біодоступність препарату при пероральному застосуванні становить 90—100 %. При пероральному застосуванні дія препарату розпочинається за різними джерелами від 30 хвилин до 2 годин після прийому препарату, максимальна дія розпочинається від 4 до 6 годин після застосування дигітоксину. Дигітоксин майже повністю (до 97 %) зв'язується з білками плазми крові. Як і інші серцеві глікозиди, дигітоксин рівномірно розподіляється в організмі, незначно вищі концентрації препарату спостерігаються у надниркових залозах, підшлунковій залозі, печінці та нирках, у міокарді концентрується лише приблизно 1 % препарату. Метаболізується препарат у печінці з утворенням неактивних метаболітів. Виводиться дигітоксин із організму із сечею у вигляді метаболітів. Період напіввиведення препарату становить 6—8 діб, повне виведення препарату із організму триває 2—3 тижні. Виведення дигітоксину може уповільнюватися у хворих із печінковою та нирковою недостатністю, а також у літніх людей.

## Застосування
Дигітоксин натепер застосовується при гострій серцевій недостатності на фоні синусової тахікардії, хронічній серцевій недостатності помірного та важкого ступеня (переважно із низьким серцевим викидом при нормальному ритмі серця та наявності ритму галопу), миготливій аритмії, фібриляції передсердь та суправентрикулярній тахікардії; а також в офтальмології при астенопії, початковій пресбіопії, втомі очей при порушенні кровообігу або підвищеному зоровому навантаженні, при болю в очах при приступах мігрені.

## Побічна дія
При застосуванні дигітоксину побічні ефекти спостерігаються частіше, ніж при застосуванні інших серцевих глікозидів, у зв'язку із довгим періодом напіввиведення та повного виведення препарату з організму. Серед побічних ефектів дигітоксину найчастішими є:
- Алергічні реакції та з боку шкірних покривів — висипання на шкірі.
- З боку травної системи — нудота, блювання, діарея, анорексія, вкрай рідко — мезентеріальний тромбоз.
- З боку нервової системи — загальна слабкість, запаморочення, головний біль, зниження гостроти зору, порушення кольорового зору, ксантопсії; вкрай рідко спостерігаються депресія, порушення сну, делірій, втрати свідомості, ейфорія.
- З боку серцево-судинної системи — аритмії, атріовентрикулярна блокада, брадикардія.
- Інші побічні ефекти — гінекомастія, тромбоцитопенія.

## Передозування
Передозування дигітоксину зустрічається частіше, ніж при застосуванні інших серцевих глікозидів у зв'язку із тривалим періодом напіввиведення та подовженою тривалістю дії (до 3 тижнів після відміни препарату), ймовірність передозування збільшується в осіб похилого віку; хворих із гіпокаліємією, гіпомагніємією, гіпернатріємією, гіперкальціємією, алкалозом; хворих із легеневим серцем, із вираженою ділятацією порожнин серця та хворих із печінковою та нирковою недостатністю. Найчастіше першими симптомами передозування дигітоксином є зниження апетиту, блювання, діарея, біль у животі; серед кардіальних симптомів початковими симптомами є шлуночкова екстрасистолія (по типу бігемінії, політопної екстрасистолії), шлуночкова пароксизмальна тахікардія, синоатріальна та атріовентрикулярна блокада, миготлива аритмія або фібриляція передсердь. Іншими симптомами передозування можуть бути підвищення артеріального тиску, неврити або радикуліти, парестезії, маніакально-депресивний психоз. Характерними ознаками інтоксикації дигітоксином, як і іншими серцевими глікозидами, є зниження гостроти зору (внаслідок ретробульбарного невриту), миготіння «мушок» перед очима. спотворення величини предметів, а також зміна забарвлення видимих предметів у жовто-зелений колір.
При інтоксикації дигітоксином лікування розпочинається із відміни препарату, застосування антидотів серцевих глікозидів (унітіол або натрію етилендіамінтетраацетат, ацетилцистеїн, таурин), симптоматичних засобів (тіамін, рибофлавін, нікотинамід, токоферол, піридоксин). Як антиаритмічні засоби застосовуються лідокаїн, дифенін, аміодарон та фенітоїн. При гіпокаліємії застосовуються препарати калію — найчастіше внутрішньовенно розчин хлориду калію. При вираженій брадикардії застосовуються м-холіноблокатори.

## Протипокази
Дигітоксин протипоказаний при інтоксикації серцевими глікозидами, підвищеній чутливості до препарату, синдромі WPW, гострому інфаркті міокарду, атріовентрикулярній блокаді ІІ та ІІІ ступеня, брадикардії, екстрасистолії, синдромі слабкості синусового вузла, ізольованому мітральному стенозі, нестабільна стенокардії, гострому міокардиті, тампонаді серця, гіпертрофічній обструктивній кардіоміопатії, констриктивному перикардиті, гіперкальціємії, гіпокаліємії, важкому гіпотиреозі, хронічних захворюваннях легень та хронічному легеневому серці, дихальній недостатності.

## Форми випуску
Дигітоксин випускається у вигляді таблеток по 0,0001 г; ректальних суппозиторіїв по 0,00015 г та 0,002 % очних крапель у флаконах по 10 мл. Станом на травень 2016 року дигітоксин не зареєстрований в Україні.